# 運び屋 (映画)
『運び屋』（はこびや、原題: The Mule）は、2018年のアメリカ合衆国の犯罪映画。監督と主演はクリント・イーストウッドが務めている。

## 概要
原案は『ニューヨーク・タイムズ』のサム・ドルニックの記事「The Sinaloa Cartel's 90-Year-Old Drug Mule」であり、脚本はニック・シェンクが執筆した。80歳代でシナロア・カルテルの麻薬の運び屋となった第二次世界大戦の退役軍人であるレオ・シャープの実話に基づいている。
イーストウッドの映画出演は2012年の『人生の特等席』以来のことであり、自身の監督作品での出演は2008年の『グラン・トリノ』以来となる。ブラッドリー・クーパー、ローレンス・フィッシュバーン、マイケル・ペーニャ、ダイアン・ウィースト、アンディ・ガルシアが共演した。
アメリカ合衆国では2018年12月14日に公開された。全世界での興行収入は1億ドルを超えている。

## あらすじ
2017年。かつては名を馳せた園芸家だったアール・ストーンは、現在では仕事が上手くいかないばかりか、妻と娘との関係も最悪の状態だった。そんな中、「車を走らせるだけで稼げる仕事」を持ち掛けられ、そうとは知らずに麻薬の運び屋を引き受けてしまう。報酬の高額さに驚嘆したアールは、差し押さえられた家を取り戻すためにもう1回、火事にあった友人を救うためにもう1回と仕事を引き受け、ついに荷物が麻薬であると気付くことになる。その頃、麻薬取締局のコリン・ベイツ捜査官は手柄を挙げるため、麻薬カルテルの男を脅して捜査に協力させ始めていた。
アールが5回目の仕事を無事に終えると、麻薬カルテルのボスであるラトンは彼に大口の仕事を任せるように指示し、次回からは運ぶ麻薬の量が格段に増えていく。それに伴って監視として幹部のフリオが付くようになるが、アールは普段と変わらず気ままに仕事をこなし、ラトンもそれを認めていた。保安官を難なくやり過ごして9回目の仕事も完遂したアールをラトンが屋敷に招いた頃、コリン捜査官は成果を求める上層部に急かされ、麻薬カルテルの隠れ家を急襲することになる。
隠れ家を1つ潰されたことで危機感を覚えた麻薬カルテルの幹部グスタボは、ラトンを殺して新たなボスの座に着くや否や厳格なスケジュール管理を指示し、「従わない者は殺す」とアールに脅しを掛けてきた。アールは渋々従うことにし、やがて12回目の仕事を始めると、道中で一泊するモーテルには「運び屋が泊まる」という情報を得たコリン捜査官が張り込んでいたが、その場は特に疑われず事なきを得る。迎えた翌朝にモーテルから出発すると、道中で孫のジニーから電話が掛かってきて、妻のメアリーが重病で明日をも知れない命だと知らされる。アールは「外せない予定がある」と答えるが、家庭を顧みなかった過去を後悔し家族との関係修復を望んでいたアールは、メアリーのもとへ駆けつけて彼女の最後を看取り、家族との確執を解消する。
一方で、麻薬を持って姿を消したアールをグスタボの部下は血眼になって探していた。メアリーの葬式を終えたアールは彼らに捕まるが、事情を話すと痛めつけられるだけで済まされ、仕事へと復帰させられる。しかし、道路の先には情報提供と盗聴によって事態を把握したコリン捜査官たちの部隊が待ち構えていた。
逮捕されたアールは弁護士が裁判の最中に自分に有利な証言をしても、それを遮り有罪となることを受け入れ、刑務所へと収監される。刑務所の花壇にはアールが育てた美しい花が咲いていた。

## 登場人物・キャスト
アール・ストーン
演 - クリント・イーストウッド
園芸家の老人。2005年には品評会で賞を取るなど名声を得ていたが、現在（2017年）は凋落し見る影もない。仕事最優先で家庭を顧みず、一人娘の結婚式にすら現れなかったため、妻と娘からは忌み嫌われている。アールもこのことを気にしており、家族がいる人間に二の舞を踏ませないようにアドバイスをしている。
ジョークを好むこともあって言葉遣いこそ悪いものの、すすんで人助けを行う善人であり、友人たちとの関係は良好。90歳でありながらも老いてなお精力旺盛らしく、若い女性とも広く交友関係を持っている。
ドライバーとしては長年運転を行いながら無事故無違反を守っており、麻薬の運び屋だと疑われにくい。運び屋としての愛称は“タタ”。
コリン・ベイツ捜査官
演 - ブラッドリー・クーパー
麻薬取引を追う捜査官。麻薬カルテルの男を利用して取引の情報を得る内に、大量の麻薬を運ぶカルテル一番の運び屋タタ（アール）を追うようになる。
主任特別捜査官
演 - ローレンス・フィッシュバーン
コリンの上司。
トレビノ捜査官
演 - マイケル・ペーニャ
コリンの相棒。
メアリー
演 - ダイアン・ウィースト
アールの妻。現在は娘夫婦のもとで暮らしている。家庭を顧みないアールに対して厳しい言葉を浴びせるが、心の底では今でも彼を愛しており、関係修復を望む彼と接する内に態度は軟化していく。
フリオ
演 - イグナシオ・セリッチオ
麻薬カルテルの幹部。アールの監視役として彼に同行し、思い通りにならないアールに苛立つ。
ラトン
演 - アンディ・ガルシア
麻薬カルテルのボス。疑われにくいアールの素性を気に入り、大口の麻薬取引の運び屋として彼を指名し、重用するようになる。
ジニー
演 - タイッサ・ファーミガ
アールの孫。アールがメアリーやアイリスから嫌悪されていることを知りながらも、結婚式や卒業式に招待し続けるなど、アールに唯一好意的な家族でアールも彼女を特に目にかけている。
アイリス
演 - アリソン・イーストウッド
アールの娘。自身の結婚式よりも仕事を優先したアールを軽蔑しており、彼と同じ空間にいることすら拒むほど嫌っている。
グスタボ
演 - クリフトン・コリンズ・Jr
麻薬カルテルの幹部。野心家であり、ラトンの方針に不満を持っている。

## 日本語吹替
| 役名                 | 俳優                         | 日本語吹替   | 日本語吹替                                    |
| 役名                 | 俳優                         | ソフト版     | BSテレ東版                                    |
| -------------------- | ---------------------------- | ------------ | --------------------------------------------- |
| アール・ストーン     | クリント・イーストウッド     | 多田野曜平   | 伊武雅刀                                      |
| コリン・ベイツ捜査官 | ブラッドリー・クーパー       | 桐本拓哉     | 田村真                                        |
| 主任特別捜査官       | ローレンス・フィッシュバーン | 相沢まさき   | 玄田哲章                                      |
| トレビノ捜査官       | マイケル・ペーニャ           | 石上裕一     | 河本邦弘                                      |
| メアリー             | ダイアン・ウィースト         | 鈴木れい子   | 大西多摩恵                                    |
| フリオ               | イグナシオ・セリッチオ       | 吉田健司     | 楠大典                                        |
| ラトン               | アンディ・ガルシア           | 内田紳一郎   | 安原義人                                      |
| ジニー               | タイッサ・ファーミガ         | 北川里奈     | 青山玲菜                                      |
| アイリス             | アリソン・イーストウッド     | 苗村有香     | 三石琴乃                                      |
| 少女のジニー         | キンズリー・イスラ・ディロン |              | 青山玲菜                                      |
| ヘレン               | ジャッキー・プルチャ         | 塙英子       |                                               |
| ティム・ケネディ     | リチャード・ハード           |              | ふくまつ進紗                                  |
| エミリオ             | ロバート・ラサード           | 長野伸二     |                                               |
| アンドレス           | ソウル・ウエソ               | 中村達也     |                                               |
| 自動小銃の男         | リー・コック                 | 日野出清     |                                               |
| ルイス・ロカ         | ユージン・コルデロ           | 菊池通武     | 田所陽向                                      |
| ボールド・ロブ       | ノエル・G                    | 蓮岳大       |                                               |
| 銀行家               | マイケル・H・コール          |              | 魚建                                          |
| フィル               | チャールズ・ロウラー         | 佐瀬弘幸     |                                               |
| モリー・B            | モリー・バスタ               | 弘松芹香     | 松井暁波                                      |
| グスタボ             | クリフトン・コリンズ・Jr     | 中野裕斗     | 谷昌樹                                        |
| エデュアルド         | ダニエル・モンカダ           |              | 玉井勇輝                                      |
| サル                 | ポール・リンカーン・アラヨ   |              | 峰晃弘                                        |
| ウィーゼル           | ディエゴ・カターニョ         |              | 多田啓太                                      |
| DEA地区部長          | ピート・バリス               | 宮田浩徳     |                                               |
| ブラウン捜査官       | ローレン・ディーン           | 時永ヨウ     |                                               |
| バグ                 | ロボ・セバスチャン           |              | 板取政明                                      |
| 判事                 | デイナ・ベイレンソン         | 渡辺ゆかり   | 和優希                                        |
| 弁護士               | テス・マリス・キンケイド     |              | 渡辺ゆかり                                    |
| メヒコ1              |                              |              | 白石兼斗                                      |
| メヒコ2              |                              |              | 菊池康弘                                      |
| メヒコ3              |                              |              | 岡田雄樹                                      |
| 女司会者             |                              |              | 田中奏多                                      |
| 黒髪女2              |                              |              | 桃江トウコ                                    |
|                      |                              |              |                                               |
| 演出                 |                              | 簑浦良平     | 高橋剛                                        |
| 翻訳                 |                              | 久保喜昭     | 平田勝茂                                      |
| 録音                 |                              |              | 木藤菜花                                      |
| 調整                 |                              |              | 重光秀樹                                      |
| 制作                 |                              |              | 別府憲治 宮地奈緒                             |
| プロデューサー       |                              |              | 五十嵐智之 久保一郎 （テレビ東京）            |
| 日本語版制作         |                              | ACクリエイト | BSテレビ東京 HALF H・P STUDIO                 |
| 初回放送             |                              |              | 2024年3月4日 『シネマクラッシュ』 19:00-20:54 |

## 製作
2014年、『ニューヨーク・タイムズ』にサム・ドルニックの記事「The Sinaloa Cartel's 90-Year-Old Drug Mule」が掲載された。この記事が伝えるところによると、園芸家のレオ・シャープは長期にわたってシナロア・カルテルの麻薬の運び屋を秘密裏に務めていた。インペラティブ・エンターテイメントは、この記事の権利を買い取り、映画化に着手した。当初はルーベン・フライシャーが監督する予定であったが、最終的にはクリント・イーストウッドが監督することになった。ニック・シェンクが脚本を執筆した。イーストウッド、ティム・ムーア、クリスティーナ・リベラ、ジェシカ・マイヤー、ダン・フリードキン、ブラッドリー・トーマスが製作陣に名を連ねた。
イーストウッドは本作の主演も務めた。彼の映画出演は2012年の『人生の特等席』以来であり、自身の監督作品での出演は2008年の『グラン・トリノ』以来である。共演者にはブラッドリー・クーパー、ローレンス・フィッシュバーン、マイケル・ペーニャ、ダイアン・ウィースト、アンディ・ガルシアが起用された。撮影を担当したイブ・ベランジェと音楽を担当したアルトゥロ・サンドバルは、本作で初めてイーストウッドの監督作品に参加した。シンガー・ソングライターのトビー・キースはオリジナル楽曲「Don't Let the Old Man In」を提供した。
本作の撮影はニュー・メキシコ州ラス・クルーセス、ジョージア州アトランタ、ローム、オーガスタなどで行われた。
エンド・クレジットにおいて、本作はピエール・リシアンとリチャード・シッケルに捧げられている。2人はイーストウッドの親友であった。
日本語吹替版では、これまで山田康雄の代役として過去作の追加録音部分でイーストウッドの吹替を担当することが多かった多田野曜平が、初めて新作主演映画の吹き替えを担当することとなった。

## 公開
2018年12月10日、カリフォルニア州ロサンゼルスのリージェンシー・ヴィレッジ・シアターで本作のプレミア上映が行われた。クリント・イーストウッドのほか、娘のアリソン、息子のスコットとカイルらが出席した。アメリカ合衆国では2018年12月14日に全国公開された。日本では2019年3月8日に全国公開された。

## 評価
Rotten Tomatoesでは、172件の批評家レヴューで支持率は70%、平均点は6.1/10となっている。Metacriticでは、37件の批評家レヴューで平均点は58/100となっている。